# 霍奇涅
51°27′37″N 27°52′47″E / 51.46028°N 27.87972°E
霍奇涅（烏克蘭語：Хочине），是烏克蘭北部的村莊，隸屬日托米爾州的科羅斯滕區。該村始建於1545年，面積1.94平方公里，海拔高度156米，2001年人口594，人口密度每平方公里306.2人。